# シャダム・クルセイダー 遥かなる王国
『シャダム・クルセイダー 遥かなる王国』（シャダム・クルセイダー はるかなるおうこく）は、1992年9月18日にゲームギア用ソフトとしてセガから発売されたロールプレイングゲームである。海外のタイトルは「Defenders of Oasis」。

## 概要
アラビアンナイトの世界を舞台としたロールプレイングゲーム。暗黒神復活を企む帝国を相手に、シャダム王国の王子とその仲間達が立ち向かうというストーリーである。全5章構成。
フィールド見下ろし型の画面でキャラクターを操作し、物語を進めていく。また、本作の特徴としてオートセーブ機能が付いていることが挙げられる。ゲームを中断した時やストーリー上の区切りで自動的にセーブされ、ゲームギア本体の電源が切れた際もセーブデータが残る。

### 戦闘
「たたかう」、「アイテム」、「まもる」といったコマンドの他、キャラクター固有のコマンドを使い戦闘を行う。なお、戦闘はターン制ではなく、ステータスの「すばやさ」が高いキャラクターから行動が回ってくるようになっており、遅いキャラクターが行動を起こす間に速いキャラクターが2回以上行動を起こす事がある。キャラクターはHPが0になると気絶（戦闘不能の状態）する。気絶はアイテムや魔人の呪文で回復できるほか、戦闘が終了すると自動的に回復する。また、敵の攻撃を受けるとキャラクターが毒状態になる事がある。毒はHPが徐々に減るというものではないが、毒を受けたまま数ターンが経過すると、キャラクターのHPが0になり気絶してしまう。

## ストーリー
古の時代、光明神・アフラマズダと暗黒神・アーリマンとの戦いがあった。戦いの末に敗れ去った暗黒神だったが、なおも地上の支配をもくろみ人間の時代に至っても再びこの世に姿を現そうとしていた。
だがその時、後のシャダム王国建国の祖である英雄・ジャムシードが立ち上がる。ジャムシードは聖なる3つの指輪によって暗黒神・アーリマンを永遠に封印したのだった。だが地上支配に執着するアーリマンは、封印されている自分の代わりに蛇王・ザッハークを地上に使わし、ジャムシードに戦いを挑んだのだった。
戦いの末、ついにジャムシードは力尽き、世界は蛇王の手へと落ち絶望に包まれる事となる。しかしそれから千年後、ジャムシードの血を引く新たな英雄・ファリドゥーンが現れる。長い戦いの末、彼は蛇王を打ち破り、世界は再び光を取り戻す。その後、シャダム王国は長い間歴代の王によって守られ繁栄していく。
そして物語は、シャダム王国に訪問したマハムード国の姫君を、シャダム王国の王子が迎えに行く所から始まる。

## 登場キャラクター

### プレイヤーキャラクター
王子
本作の主人公であるシャダム王国の王子。物語冒頭から寝坊したりと少々だらしない性格。戦闘時の固有コマンドは、戦闘から逃げ出す「にげる」(王子以外のキャラクターはにげるコマンドが無い)。
魔人
魔法のランプ「ジャムのしゅはい」の魔人。かつてジャムシードに仕えていたが、王子を主人と認め行動を共にする。固有コマンドは様々な魔法を使う「じゅもん」。呪文は各地にある古代の碑文を読む事で新たなものを覚えていく。その他に魔人の特徴として、他のキャラクターと違いレベルアップはせず、特定のアイテムを使う事でステータスが上がっていく、武器や防具を装備できない、毒や眠りといった状態異常にならない、戦闘中気絶した場合、アイテムで回復する事が出来ないといった事が挙げられる。
シンドバッド(バッド)
父の船で修行している若き船乗り。第2章で仲間に加わる。固有コマンドは敵全体を攻撃する「まう」。
シート・ディレーニ
帝都ギランの地下牢で出会い、王子達の仲間となる隻眼の盗賊。第3章で仲間に加わる。固有コマンドは敵の攻撃を受けなくなる「かくれる」と、隠れた後、敵に強力な攻撃を与える「ふいうち」。

### サブキャラクター
マリアム王女
隣国マハムードの王女。少々おてんばな性格をしている。
シャダム7世
シャダム王国の現国王であり、主人公の父。国民から慕われているが、王子には少々甘いところがある。
じいや
王子の教育係。シャダム王国に長く仕えている。
カダフィ将軍
シャダム王国の武将。王国の国防を担っているが・・・
船長
シンドバッドの父。王子達がシャダムを脱出する際の手助けをする。
マハムード国王
マハムード国の王であり、マリアム王女の父。威勢はいいが、よくぎっくり腰を起こす。
カラ・ハン
マハムード宮殿の魔法使い。王子達に様々な知恵を授けてくれる。
タラ・ハン
ウルクの村に住むカラ・ハンのいとこ。村の近くにある賢者の墓の研究をしている。
アリババ
ウルクの村を襲っている盗賊達の首領。多くの子分を従えている。
ロック
ジックラートの頂上に棲む怪鳥。現世と冥界とを行き来する能力を持つ。
アル・カーリア
ユフラート帝国親衛隊の隊長。帝国の覇権のため暗躍し、行く先々で王子達と出会う。
帝国皇帝
暗黒神復活を企むユフラート帝国の皇帝。蛇王ザッハークの血を引く。
ザリチェ、サルワ、タローマティ、ドゥルジ、アカマナフ
魔王アーリマンと共に冥界を支配する悪魔達。冥界の奥でそれぞれ待ち受ける。
アーリマン
本作のラストボス。かつてジャムシードにより封印された暗黒神。帝国皇帝を操り復活を目論む。

## 舞台
シャダム
物語の始まりの地。第1章でユフラート帝国に侵略される。
島の村
孤島にある村。かつてはディルムンと呼ばれ、村の近くには神殿が残っている。
マハムード
マリアム王女の父が治める国。シンドバッドの家もここにある。
帝都ギラン
ユフラート帝国の都。内部の城には侵入者対策として怪物が放してある。
ウルクの村
賢者の墓の近くにある村。アリババの盗賊団のアジトも近くにある。
ジックラート
魔王アーリマンの復活と共に現れる暗黒の塔。頂上にはロックが棲む。
冥界
アーリマンをはじめとする6大悪魔のつくった結界。最奥に魔王アーリマンはいる。

## 章構成
第1章 炎からの脱出
マハムード国の王女を暴漢から守った王子。しかしその夜、事件は起きる。
第2章 はじめての仲間
シャダムを脱出した王子とマリアム王女。船の補給のため、王子は船長の息子シンドバッドと共に島の村へと向かう。
第3章 いざ帝国へ
マハムードに着いた王子達は、さらわれたマリアム王女を助けるため帝都ギランへと向かう。そこの地下牢で王子達は、盗賊シート・ディレーニと出会う。
第4章 聖地ニネヴェ
3つの指輪のひとつを求めてウルクの村へ来た王子達。そこでアリババ率いる盗賊に襲われる。
第5章 魔王アーリマン
シャダムを奪還した王子達は、アル・カーリアに奪われた指輪を取り戻すため再び帝都ギランへと向かう。だが指輪は灰にされ、そして暗黒の塔ジックラートが姿を現す。

## 作中用語
3つの指輪
かつて神がつくりアーリマンを封印した指輪。「ちからのゆびわ」、「こころのゆびわ」、「ことばのゆびわ」の3つからなり、それぞれシャダム、マハムード、賢者の墓に伝わっている。